# Nationalliga A (Handball) 1996/97
Die Spielzeit 1996/97 war die 48. reguläre Spielzeit der Schweizer Nationalliga A im Handball der Männer.

## Modus
Gespielt wurden von den 12 Teams je 14 Spiele in einer Qualifikationsrunde.
Danach wurde die Meisterschaft in eine Final- und eine Auf-/Abstiegsrunde geteilt.
In der Finalrunde spielten die besten 8 Teams der Qualifikationsrunde.
In der Auf-/Abstiegsrunde spielten die Teams auf den Rängen 9.–12. mit den besten 4 der Nationalliga B in einer Doppelrunde (je 14 Spiele) um den Auf-/Abstieg.
Nach der Finalrunde spielten die Mannschaften auf den Rängen 1 bis 4 die Playoffs (1. gegen 4., 2. gegen 3.). Der Sieger der Playoffs wurde Schweizer Meister.

## Qualifikationsrunde
| Rang                    | Verein                | Spiele | Punkte |
| ----------------------- | --------------------- | ------ | ------ |
| 01.                     | Pfadi Winterthur (M)  | 14     | 28     |
| 02.                     | St. Otmar St. Gallen  | 14     | 22     |
| 03.                     | TV Suhr               | 14     | 20     |
| 04.                     | Wacker Thun           | 14     | 18     |
| 05.                     | ZMC Amicitia          | 14     | 15     |
| 06.                     | Kadetten Schaffhausen | 14     | 15     |
| 07.                     | BSV Borba Luzern      | 14     | 14     |
| 08.                     | BSV Stans             | 14     | 11     |
| 09.                     | Grasshoppers          | 14     | 10     |
| 10.                     | TV Endingen (A)       | 14     | 08     |
| 11.                     | BSV Bern              | 14     | 07     |
| 12.                     | RTV 1879 Basel        | 14     | 0      |
| Stand 23. Dezember 1996 |                       |        |        |

| Zum Qualifikationsrundenende: |                                     |
|                               |                                     |
|                               | Qualifiziert für die NLA-Finalrunde |
|                               | NLB/NLA-Auf-/Abstiegsrunde          |

Zum Saisonende 1995/96:

(M) – Schweizer Meister 1995/96: Pfadi Winterthur

(A) – Aufsteiger aus der Nationalliga B 1995/96: TV Endingen

## NLA-Finalrunde
| Rang                | Verein                | Spiele | Tore    | Punkte |
| ------------------- | --------------------- | ------ | ------- | ------ |
| 1.                  | Pfadi Winterthur      | 14     |         | 31     |
| 2.                  | St. Otmar St. Gallen  | 14     |         | 18     |
| 3.                  | ZMC Amicitia          | 14     |         | 16     |
| 4.                  | Kadetten Schaffhausen | 14     | 383:371 | 14     |
| 5.                  | Wacker Thun           | 14     | 366:364 | 14     |
| 6.                  | TV Suhr               | 14     |         | 10     |
| 7.                  | BSV Stans             | 14     |         | 08     |
| 8.                  | BSV Borba Luzern      | 14     |         | 07     |
| Stand 29. März 1997 |                       |        |         |        |

| Zum NLA-Finalrundenende: |                               |
|                          |                               |
|                          | Qualifiziert für die Playoffs |
|                          | Saison beendet                |

## NLB/NLA-Auf-/Abstiegsrunde
| Rang                 | Verein               | Spiele | Punkte |
| -------------------- | -------------------- | ------ | ------ |
| 1.                   | BSV Bern (NLA)       | 14     | 21     |
| 2.                   | Grasshopper (NLA)    | 14     | 19     |
| 3.                   | TV Endingen (NLA)    | 14     | 19     |
| 4.                   | TV Zofingen          | 14     | 16     |
| 5.                   | Yellow Winterthur    | 14     | 15     |
| 6.                   | GG Bern              | 14     | 13     |
| 7.                   | TV Solothurn         | 14     | 05     |
| 8.                   | RTV 1879 Basel (NLA) | 14     | 04     |
| Stand 21. April 1997 |                      |        |        |

| Zum NLB/NLA-Auf-/Abstiegsrundenende: |                                                |
|                                      |                                                |
|                                      | Qualifiziert für die NLA in der Saison 1997/98 |
|                                      | NLB in der Saison 1997/98                      |

## Playoffs
Playoff-Baum

|  | Halbfinal | Halbfinal                | Halbfinal |  |  | Final | Final                    | Final |
|  |           |                          |           |  |  |       |                          |       |
|  |           |                          |           |  |  |       |                          |       |
|  |           | Pfadi Winterthur         | 2         |  |  |       |                          |       |
|  |           | Kadetten Schaffhausen    | 0         |  |  |       |                          |       |
|  |           |                          |           |  |  |       | Pfadi Winterthur         | 2     |
|  |           |                          |           |  |  |       | TSV St. Otmar St. Gallen | 0     |
|  |           | TSV St. Otmar St. Gallen | 2         |  |  |       |                          |       |
|  |           | Amicitia Zürich          | 1         |  |  |       |                          |       |
|  |           |                          |           |  |  |       |                          |       |

### Halbfinal
Modus war Best-of-Three
|                          |   |                       | Serie | 1     | 2     | 3     |
| ------------------------ | - | --------------------- | ----- | ----- | ----- | ----- |
| Pfadi Winterthur         | – | Kadetten Schaffhausen | 2:0   | 32:18 | 32:22 | –     |
| TSV St. Otmar St. Gallen | – | Amicitia Zürich       | 2:1   | 25:27 | 24:19 | 28:20 |

### Final
Modus war Best-of-Three
|                  |   |                          | Serie | 1     | 2     | 3 |
| ---------------- | - | ------------------------ | ----- | ----- | ----- | - |
| Pfadi Winterthur | – | TSV St. Otmar St. Gallen | 2:0   | 29:20 | 32:30 | – |

## Torschützenliste
| Pl. | Spieler         | Tore | Schnitt | Mannschaft            |
| --- | --------------- | ---- | ------- | --------------------- |
| 1.  | Kang Jae-won    | 256  | 8,0     | Pfadi Winterthur      |
| 2.  | Attila Kotormán | 238  | 8,5     | Kadetten Schaffhausen |
| 3.  | Tettey Banfro   | 222  | 7,2     | ZMC Amicitia Zürich   |

### 5. Meistertitel für Pfadi Winterthur
| Schweizer Meister Pfadi Winterthur | Mannschaft: Torhüter: Meisterhans, Meinrad Landolt Feld: Adrian Brüngger, Roman Brunner, Chi-Hyo Cho, Derungs, Urs Schärer, Daniel Spengler, Suter, Hüppi, Serjochin Flügel links: Stefan Schärer Rückraum Mitte: Jae-Won Kang Cheftrainer: Peter Bruppacher, Manager: Ernst Liniger |